# Valle Artogna
La Valle Artogna, già conosciuta nel medioevo come Valnera, è una valle laterale dell'alta Valsesia, è lunga circa 14–15 km ed è situata nel territorio del comune di Campertogno a poca distanza dall'abitato di Mollia. Solitaria, aspra e selvaggia, la valle ha andamento sinuoso e presenta una varietà di aspetti e di scenari sorprendente. Alla sua testata si trovano tre laghi (di fondo, di Mezzo, di Cima), e una cerchia di montagne poco frequentate e dall'aspetto severo. Ravelli la definiva "un piccolo Caucaso". Lungo la cresta che divide la valle dal comune di Rassa si trova la punta Sivella (2523 m), che è la montagna più conosciuta e frequentata del paese, alla testata della valle invece è ubicato il Monte della Meja (2812 m), la punta più alta di tutto il territorio di Campertogno.

## Descrizione

### Geografia

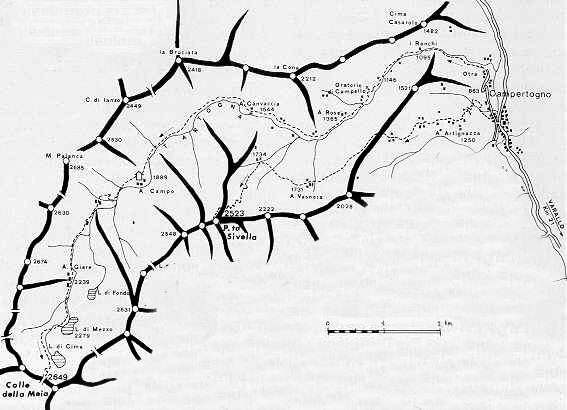
Carta geografica della valle Artogna

La valle Artogna è posta alla destra orografica del fiume Sesia, tra la Val Vogna a nord e la Val Gronda a sud. Si estende verso sud-ovest con andamento sinuoso ed è percorsa per tutta la sua lunghezza dal torrente Artogna, che nasce dal Lago di Cima (2424 m) ai piedi del Monte della Meia (2812 m) e confluisce nel fiume Sesia poco a monte dell'abitato di Campertogno, presso la frazione Otra. La valle si sviluppa tra due lunghe catene di monti, quella più a nord è costituita da montagne più scoscese e selvagge, mentre le montagne a sud hanno pendii più dolci che permettono un facile passaggio verso la zona del Cangello attraverso la Sella del Camp d'i fréi.
Il torrente omonimo della valle che è lungo circa 14 km è un ruscello dal carattere tranquillo nell'alta valle (dai laghi fino all'alpe Campo), al di sotto dell'alpe Campo si rigonfia per tornare nuovamente calmo molto più in basso (nei pressi dell'alpe Campello), infine dopo essere sprofondato nel fondo valle riemerge spumeggiante nella cascata del Tinaccio (con un salto di oltre 40 metri) e continua turbolento con cascatelle alternate a lame fino alla confluenza con il fiume Sesia.

### Geologia

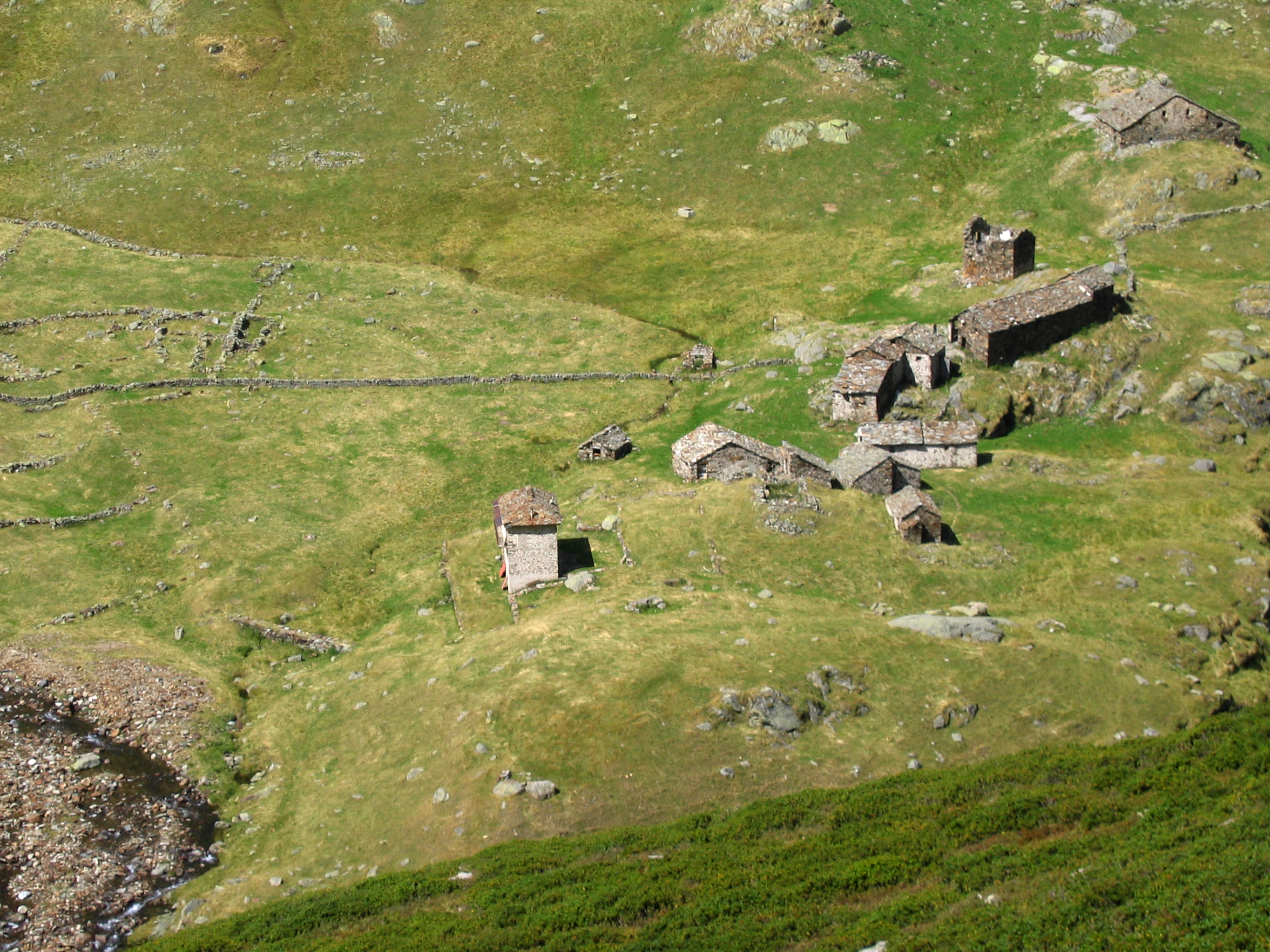
L'alpe Campo visto dall'alto

La Valle Artogna è completamente incisa nelle due principali unità di basamento della Zona Sesia-Lanzo: l'elemento inferiore, localmente di composizione in prevalenza granitico-gneissica, e l'elemento superiore (2ª Zona Diorito-Kinzigitica), con paragneiss a biotite-granato-sillimanite e i prodotti di retrocessione alpina (micascisti), marmi, rare anfioliti e una scaglia di peridotite. Risalendo la valle da Campertogno, il primo tratto è inciso in metagraniti poco foliati (La Cona) e nei loro derivati gneissici (Alpe Banchelle-Pian Picioli). Il limite, molto inclinato a ovest, tra questi litotipi e i parascisti retrocessi della sovrastante 2ª Zona Diorito-Kinzigitica passa qualche centinaio di metri sopra Pian Picioli. Presso l'Alpe Campo, alla base del versante in sinistra orografica, sopra la piana alluvionale dell'alpeggio, affiora una massa di anfiboliti e più in alto numerose bande di marmi puri e a silicati, intercalati nei parascisti. Il sentiero prosegue (Alpe Scanetti-Alpe Giare) nelle solite kinzigiti. Presso il Lago di Fondo, sulla sinistra è esposto un corpo ettometrico di peridotiti, serpentinizzato alla periferia. Seguono verso nord una sottile banda di marmi, una lente di anfiboliti e una fascia kinzigitica in contatto tettonico con i micascisti ecoligitici riferibili alla sottostante Zona Sesia-Lanzo, estesi fino al torrente. Sopra il Lago di Mezzo i micascisti eclogitici lasciano il posto a gneiss granitici occhiadini, diffusi nell'area circostante il Lago di Cima, e quindi agli ortogneiss minuti, affioranti fino alla P. Berretta del Vescovo e al colle sottostante. Il limite con il sovrastante complesso kinzigitico, tra il Lago di Mezzo e il Lago di Cima, è rappresentato al margine da parascisti milonitici e segue approssimativamente il corso del torrente. Questo contatto corrisponde a una zona di shear duttile ed è messo in evidenza dal contrasto di colore tra gli ortogneiss chiari e i parascisti bruno-scuri. A nord del colle affiorano le rocce kinzigitiche del Monte della Meja.
Morfologicamente la Valle Artogna è una tipica valle glaciale, caratterizzata da un profilo trasversale a "U". Lungo il fondovalle i processi di esarazione sono evidenziati dalla presenza di numerosi dossi montonati. Nei versanti i processi di modellamento principali sono legati alla dinamica gravitativa (frane per crollo) e valanghiva. Alla base delle numerose incisioni laterali sono presenti conoidi misti. Per quanto concerne i depositi quaternari, nella Valle Artogna sono individuabili diversi stadi di stazionamento del margine glaciale. Durante la massima espansione il ghiacciaio d'Artogna confluiva nel ghiacciaio del Sesia presso le località Otra-Carata e il margine glaciale era posizionato circa 100 m sopra il fondovalle attuale. Durante una prima fase di ritiro tra le frazioni Carata e Tetti è stato deposto un ampio conoide costituito da depositi fluvioglaciali, ben visibili in affioramento nella scarpata tra la confluenza dell'Artogna nel Sesia e la frazione Piediriva. Altri stadi di stazionamento sono individuabili nella bassa Valle Artogna (si osservano morene costituite da depositi di margine glaciale presso la cappelletta a monte della Cascata del Tinaccio). Anche la PEG (Piccola Età del Ghiaccio) è rappresentata nella Valle Artogna. Tra 1600 e 1800 un piccolo ghiacciaio si è sviluppato tra il Lago di Cima e l'Alpe Giare, dove si osservano i cordoni morenici (laterali e frontali) riferibili a questo stadio di stazionamento.

### Sentieri e alpeggi

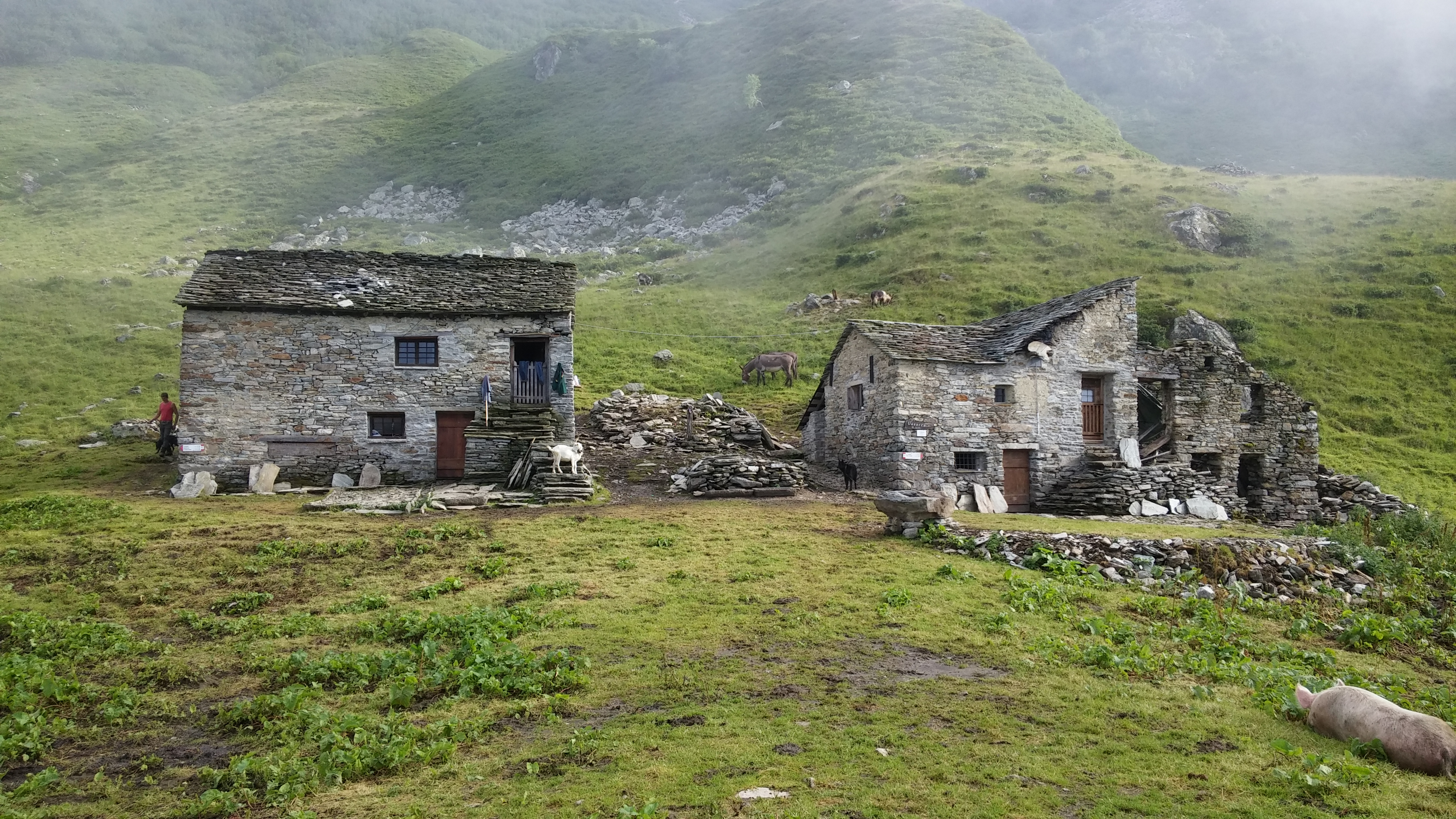
Le case dell'Alpe Vasnera.

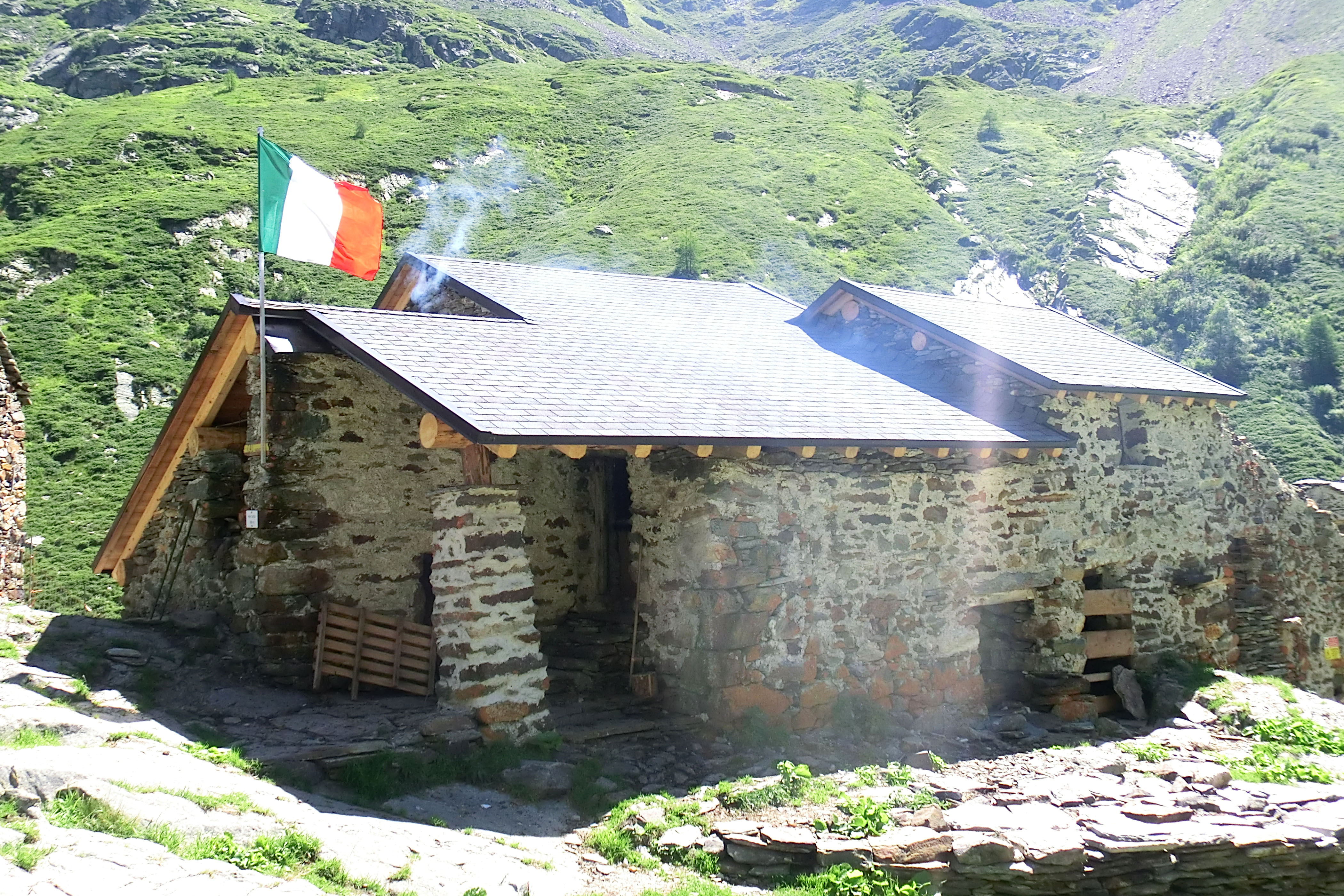
Punto di appoggio del CAI all'Alpe Campo, dopo la ristrutturazione del 2016.

Un tempo si accedeva alla valle dalla "stra veggia" (strada vecchia), un sentiero che si distacca dalla mulattiera per l'alpe Argnaccia lasciandola alla sua sinistra. Il nuovo sentiero invece, la "stra nova", costruito nel '600, scorre lungo il fianco meridionale della valle, passa nei pressi della cascata del Tinaccio (località Pass Brütt) e si riaggancia con la strada vecchia poco dopo, in località Giavinaccia, dopo la quale esiste un'unica via segnata per l'alta valle.
Un'altra via di accesso è quella che dal Cangello conduce allalpe Vasnera dal quale si scende in valle Artogna nei pressi dell’alpe Casera delle Margherite (già abbastanza in alto). Per quanto riguarda gli insediamenti, partendo dal fondovalle, risalendo la valle Artogna si trovano l’alpe Boracche, situato all'imbocco della valle sul versante nord, che si raggiunge da Rusa tramite un sentiero indipendente dalla mulattiera che percorre la valle; più in alto troviamo la Giavinaccia (luogo in cui confluiscono stra veggia e nova), l’alpe Campello, dove la valle si apre un poco, l'alpe Piana, gli alpi Roseto e Banchelle, mentre sulla destra del torrente più avanti si trova la Casera delle margherite. In realtà questi sono solo gli alpeggi che si incontrano lungo il sentiero più basso che percorre la valle: infatti dall'alpe Campello, prendendo un sentiero più alto si trovano gli alpi S'la Piana, An ciümma la riva, la Rivaccia fino a giungere a Sasso Colombo e alla Stella, due alpeggi facilmente raggiungibili tramite un'altra strada ancora dal Rusè (alpe Roseto). Ancora più in alto di questi alpeggi, raggiungibile attraverso un sentiero che si separa dalla via alta che conduce il Campello a Sasso Colombo, sotto il Monte Cona si trovano gli alpi di S'i Türji e di S'i Türji veğğiu. Proseguendo invece lungo il sentiero normale (il più basso) si incontrano la Canvaccia e quindi la Casera dei Gatti, che se si prosegue per la traccia segnata si lascia in basso a sinistra.
L'insediamento più importante era, quando ancora tutta la valle era abitata dai partori, al Campo (1889 m), un vero e proprio piccolo villaggio con tanto di chiesetta (di cui rimangono solo i ruderi), in questo splendido alpe nel 1975 è stata ristrutturata dal C.A.I. una delle baite per farne un bivacco per escursionisti. Nel 2016 sono stati eseguiti nuovi lavori sul punto di appoggio, che comprendono il rifacimento completo del tetto e dei pavimenti.
Più in alto, a sinistra del Campo, si trova Pianabella mentre proseguendo per il sentiero normale verso i laghi si incontrano ancora gli alpi Erta e Scanetti prima di giungere all'alpe Giare (2239 m) che è il più alto della valle.

### Monti

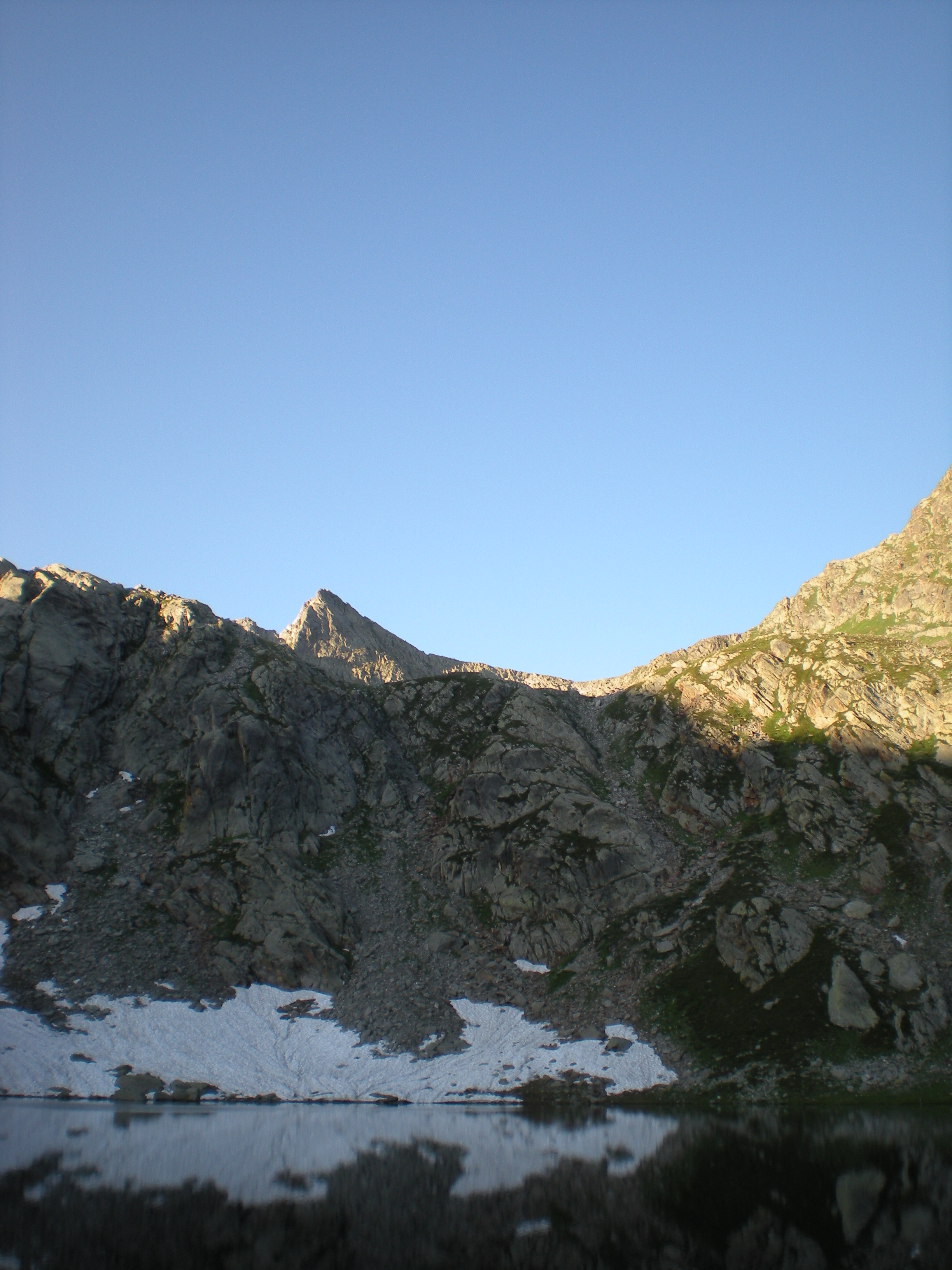
La Berretta del Vescovo dal Lago di Mezzo

A nord la valle è delimitata dalla cresta che conduce dal Parejët (a strapiombo su Mollia) alla vetta del monte della Meja (2812 m); le punte che si presentano sono:
- Sparun (1852 m)
- la Cona (2212 m)
- la Brüsā (2418 m)
- Cima di Janzo (2445 m)
- il Palùn (2530 m)
- il Palancà (2685 m)
- Punta del Tillio (2674 m)
- Cima Cortese (2711 m)

La costiera meridionale invece segue l'andamento della valle partendo da nord delle frazioni Carata e Otra, le sue punte sono:
- Sass Brüsā (Sasso bruciato) (1521 m)
- Punta Vasnera orientale (2028 m)
- Punta Vasnera occidentale (2031 m)
- Punta Salarùa (2222 m)
- Punta Ciciozza o Sivella (2523 m), sulla quale è situata una cappella votiva con un grande Crocifisso.
- Corna Rossa (2552 m)
- il Becco di Cossarello (2631 m)
- la Berretta del Vescovo (2730 m)

### Laghi
I tre laghi maggiori della valle sono raggiungibili dalle case dell'alpe Giare:
- Il primo, chiamato Lago di Fondo, si trova a quota 2225 m ed è il più piccolo dei tre.
- Il lago centrale, o di Mezzo, a quota 2279 m arriva a 173 m di larghezza.
- Il più alto, il Lago di Cima, si trova a 2424 m di altitudine e ha larghezza massima di 193 m.

Sono presenti in alta valle artogna molti altri laghetti, soprattutto tra i laghi di Fondo e di Mezzo, ma sono molto più piccoli dei tre di cui si è parlato sopra.

## Storie e Leggende

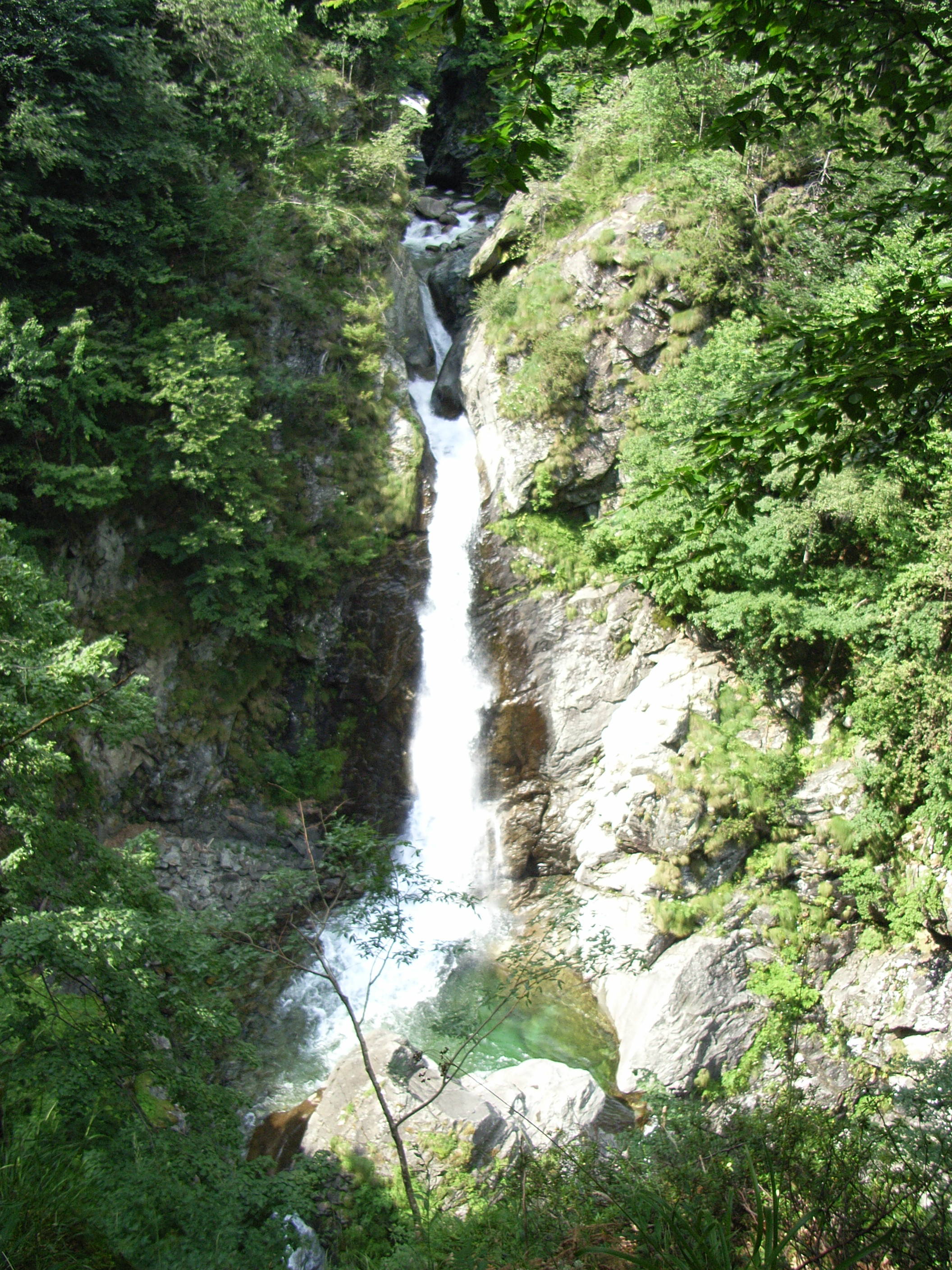
Il baratro della cascata del Tinaccio

### Il fantasma del Tinaccio
Nei pressi della cascata del Tinaccio, a monte del sentiero, c'è un incavo naturale della roccia, sempre umido.
Si dice che una donna di Campertogno, mentre stava allattando il suo bambino, morì precipitando nel baratro della cascata per non aver rispettato il digiuno della tempora di Natale. Dopo la sua morte però molti la videro apparire in quei posti col suo bambino in braccio cantando:
"Témpuri témpurai
ch'i eisa dijünà ai témpuri 'd Dinā
'ntu custi péini i sarìa mai"
("Tempore temporali
se avessi digiunato alle Tempore di Natale
non mi troverei mai in queste pene")
In seguito il Vescovo in persona fece benedire il luogo delle visioni e chiese che le persone di passaggio per quel luogo recitassero un "deprofundis".
Da allora il fantasma della donna sparì e non fu più avvistato, mentre comparve per miracolo il piccolo incavo nella roccia sempre bagnato di acqua benedetta.

### L'oro del Campo
Per un certo periodo di tempo alcuni pastori del Biellese si erano fermati all'alpe Campo per far pascolare le mandrie. Avevano scoperto nei paraggi dell'alpeggio una sorgente dalla quale, oltre all'acqua, uscivano delle pagliuzze d'oro grazie alle quali riuscirono ad arricchirsi in poco tempo. Ancora dopo molti anni che i pastori biellesi avevano lasciato il Campo mandavano a Campertogno due volte l'anno un inviato: in primavera per recarsi alla sorgente con una grossa scodella e in autunno per andare a riprenderla colma d'oro.
Un giorno, passando dalla frazione Otra l'inviato propose ad una donna di andare insieme a lui al Campo, se avesse accettato le avrebbe rivelato l'esatto luogo segreto della sorgente che, disse, si trovava oltre l'Artogna, sotto uno dei tre rialzi che forma il terreno.
Ma la donna, essendo vedova e con un bambino piccolo, non accettò temendo qualche insidia da parte dell'uomo.
Quando il figlio fu cresciuto però la donna gli rivelò le indicazioni dell'uomo e il ragazzo subito si recò sul posto, ma poté solo constatare che una frana aveva distrutto per sempre l'alvā del tesoro.

### Il Frate della Meja
Prima che venisse distrutto da un fulmine, poco distante dalla vetta del monte della Meja si trovava un monolito a forma di frate incappucciato, se non ci credete andate in qualsiasi casa di un abitante del luogo e troverete una fotografia che lo ritrae.
La leggenda vuole che Lino, un giovane di nobile famiglia valsesiana e guardia d'onore di un imperatore romano, si fosse innamorato della figlia di questo, la bella Iole, ma Lino dovette separarsi da lei per partecipare ad un'impresa bellica in Africa. Quando a Roma giunse la notizia della morte di Lino, per il dolore Iole si fece vestale. La notizia era falsa e dopo qualche tempo Lino tornò a Roma coperto di gloria, ma per lui Iole era morta, essendo impossibile trovarla. Con il cuore affranto tornò nella sua terra nativa, e salito il monte della Meja, qui vi attese la morte, e nel momento in cui questa lo colse una pietra assunse per incanto le sue sembianze, per ricordarlo nei secoli.

### La Bocchetta del Gianperàll
Dall'alpe Campo il passo più diretto per entrare nella valle di Rassa (un comune confinante di Campertogno) è il colle del Campo, chiamato nel dialetto locale anche Buchëtta dal Gianperàll, che prende appunto il nome da questo pastore, il Giamperàll, che di lì passava spesso per accudire le bestie a cui teneva particolarmente, tanto che si diceva che "al cürèiva püssee 'l bes'ci che 'l sui matti" (dedicava più cure alle bestie che alle sue figlie); su quel colle è ancora visibile il posto dove egli si riposava: un lastrone di pietra caratterizzato di una sporgenza su di un lato simile ad un cuscino.

## Galleria d'immagini

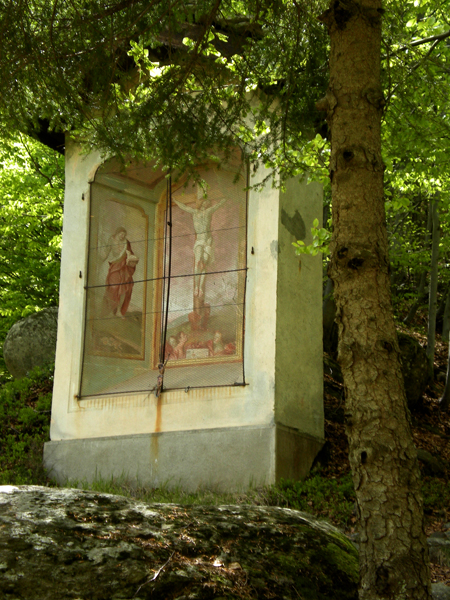
Cappelletta del Crocifisso nella bassa valle Artogna
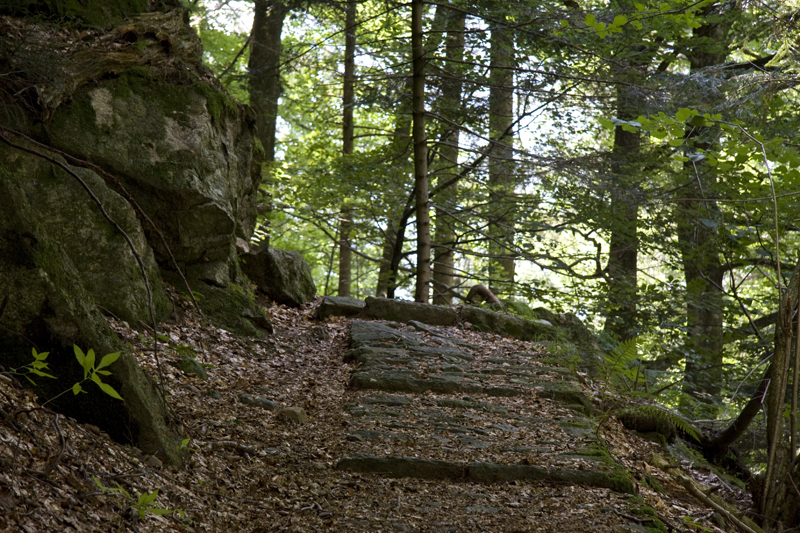
La mulattiera che percorre la bassa valle
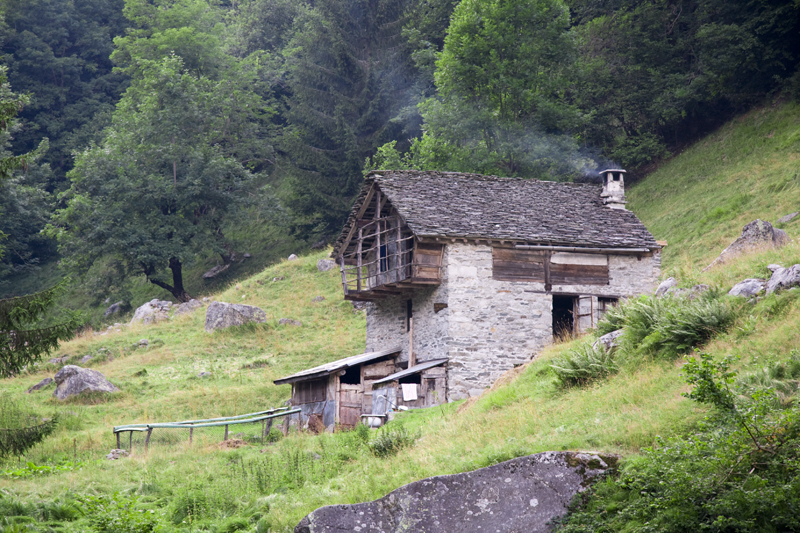
Alpe Campello
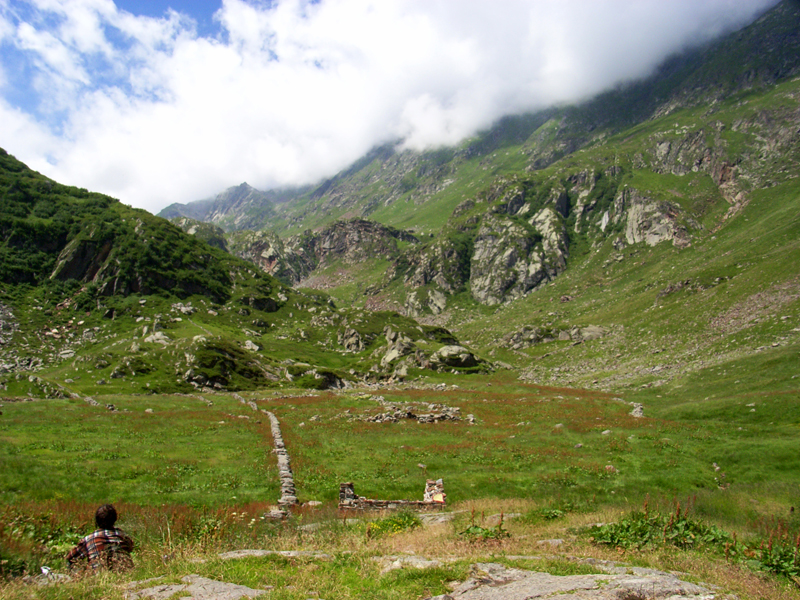
Il Pianoro del Campo

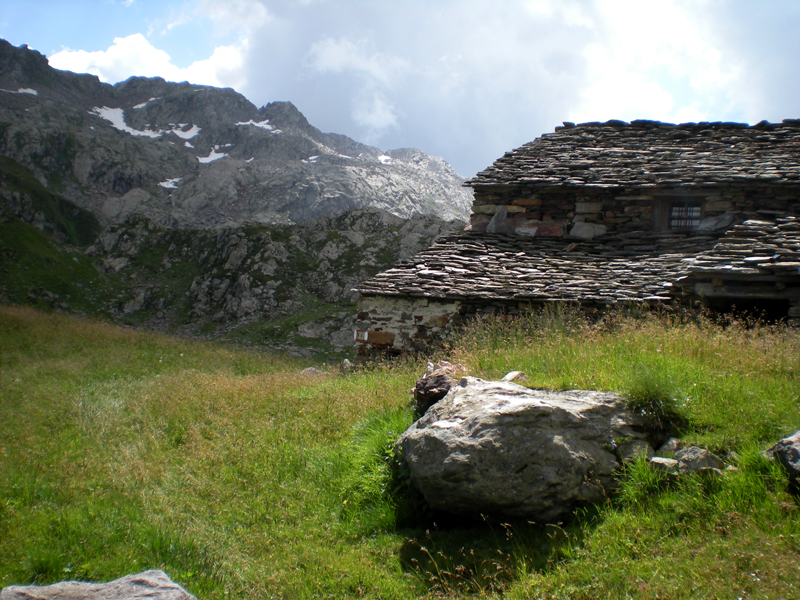
Alpe Giare
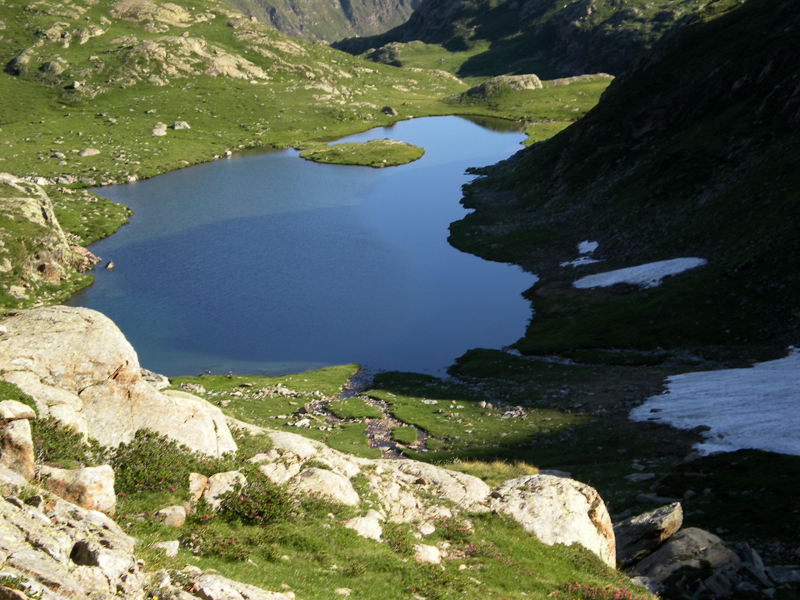
Lago di Fondo
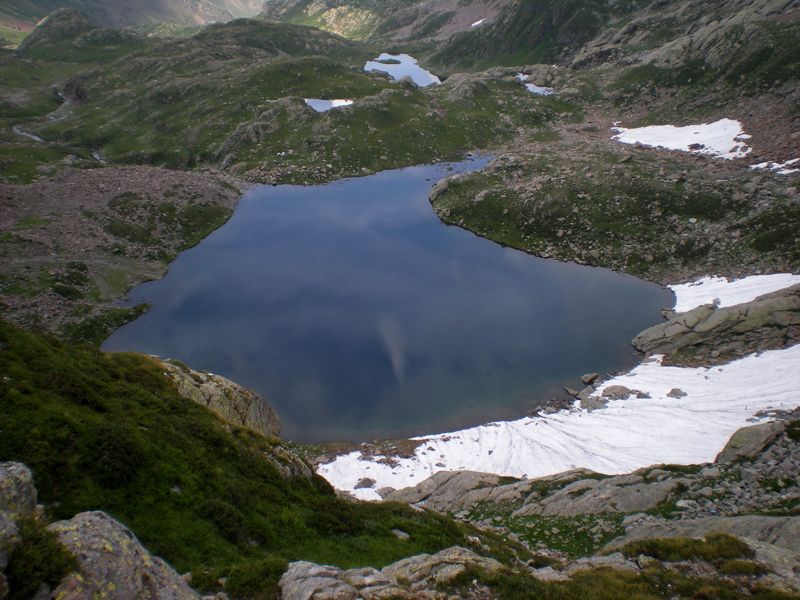
Lago di Mezzo
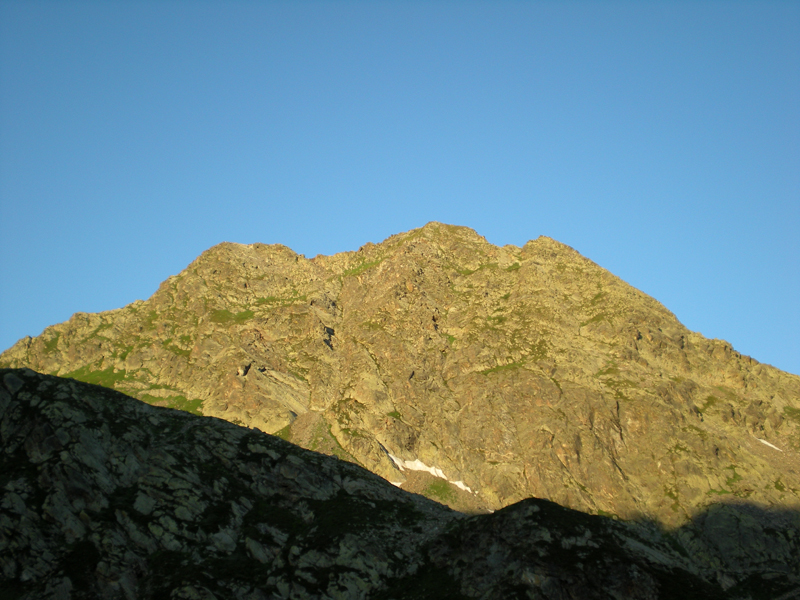
Il Monte della Meja, la punta più alta di Campertogno